# کیران راتود
کیران راتود (به انگلیسی: Kiran Rathod) (زاده ۱۱ ژانویه ۱۹۸۱) بازیگر هندی است.
از کارهای معروف او می‌توان به بازی در فیلم جمینی، زن دوم: زنی دیگر و نانی اشاره کرد.